# هرفرد
هرفرد (به آلمانی: هرفورد) یک شهر در آلمان است که در هرفرد واقع شده‌است.

## خصوصیات
هرفرد ۶۴٬۷۵۰ نفر جمعیت دارد.

## خواهرخوانده
شهرهای ووآرون، کوئدلیندبورگ، هینکلی، Fredericia، گورژوف ویلکوپولسکی و لوگان، یوتا خواهرخوانده‌های هرفرد هستند.